# Tamara Bołdak-Janowska
Tamara Bołdak-Janowska (ps. Tamara Be Jot) (ur. 10 września 1946 w Zubkach) – polska pisarka, pisząca prozę, poezję i eseistykę. 
Zajmuje się również tłumaczeniami (z rosyjskiego, białoruskiego i niemieckiego) i rysunkiem (m.in. ilustruje tomiki poetyckie dla niemieckiego wydawnictwa Peter Segler Verlag); publikować zaczęła po upadku PRL-u.
Należy do Warszawskiego Oddziału SPP, Stowarzyszenia „Villa Sokrates”, WK Borussia i Polskiego PEN Clubu. Tłumaczona na język angielski, niemiecki, rosyjski, białoruski, węgierski, francuski i litewski.
Za całokształt twórczości uhonorowana Nagrodą Marszałka Województwa Warmińsko-Mazurskiego w 2007 roku. Za tom poetycki Rozdziały nominowana do Nagrody Mediów Publicznych „Cogito” 2008. Za powieść utopijną pt. Rzeczy uprzyjemniające Utopia nominowana do Nagrody Literackiej Nike 2010. Jej tom poetycki Ceremonia węglowa znalazł się w finałowej Piątce Wspaniałych Literackiej Nagrody Warmii i Mazur Wawrzyn 2010; w 2011 roku otrzymała Nagrodę Prezydenta Olsztyna za całokształt. Brązowy medal „Zasłużony Kulturze Gloria Artis 2016”.

## Publikacje
- Szmatki-Notatki, wydanie autorskie, Olsztyn 1994 (poezja);
- Opowiadania naiwne, Borussia, Olsztyn 1994 (proza);
- Rytmy polskie i niepolskie, Borussia, Olsztyn 1998 (proza);
- Jeśli poezja jest bezsilna, Littera, Olsztyn 1998 (poezja);
- Niewidomy pies rymów, Borussia, Olsztyn 1999 (poezja);
- Ach, moje drogie życie, Borussia, Olsztyn 2003 (proza);
- Ta opowieść jest po prostu za szybka, któż ją wytrzyma, Ruta, Wałbrzych 2002 (proza);
- Szkice dla zielonego wróbla, Portret, Olsztyn 2004 (proza);
- Kto to jest ten Jan Olik? Humoreska naukowa, Oficyna 21, Warszawa 2005 (proza);
- Rozdziały, Borussia, Olsztyn 2007 (poezja);
- Tfu! Z ludźmi! Szkice małe i miniaturowe, Wspólnota Kulturowa Borussia, Olsztyn 2008 (proza);
- Co dobrego było w peerelu (proza i poezja), „Borussia”, 2009;
- Rzeczy uprzyjemniające Utopia (powieść utopijna), „Borussia, 2009;
- Za rzeczy uprzyjemniające Utopia nominowana do Literackiej Nagrody Nike 2010
- Ceremonia węglowa (poezja), „Borussia”, 2010
- Restauracja strasznych potraw. Rozprawa gardłowa (eseje), „Borussia”, 2011
- Hop! Hop! Hop! Traktat o samotności (poezja), Fundacja im. Tymoteusza Karpowicza, Wrocław, 2013
- Ksenia, monodram, grany przez teatr CZREWO
- Elegancja serca (poezja), miniatura, Kraków, 2017
- Nielegalna zajęczyca męczy Heideggera i innych filozofów (rozprawa filozoficzna), Adam Marszałek, 2017
- Bycie i lu! (poezja),Fundacja na rzecz Kultury i Edukacji im. Tymoteusza Karpowicza, Wrocławskie wydawnictwo Warstwy, 2017
- Ridikjul. Elegie o stanie świata,(poezja), miniatura, Kraków, 2019
- "Szczęście" (poezja), SPP Oddział Warszawski, 2020 - po raz drugi Nagroda Prezydenta Miasta Olsztyn